# Tesla Model X
Tesla Model X este un automobil cu propulsie electrică, crossover, construit de Tesla Motors (California, Silicon Valley) în producție de serie mare din septembrie 2015.

## Galerie

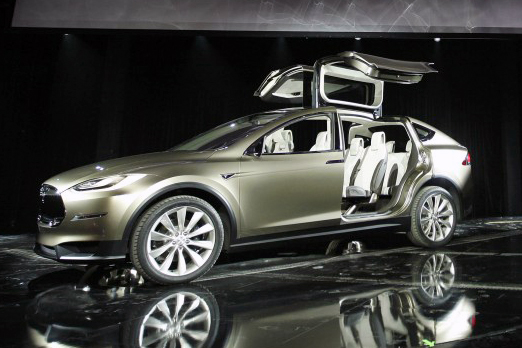
Tesla Model X concept la Salonul Auto de la Geneva 2012
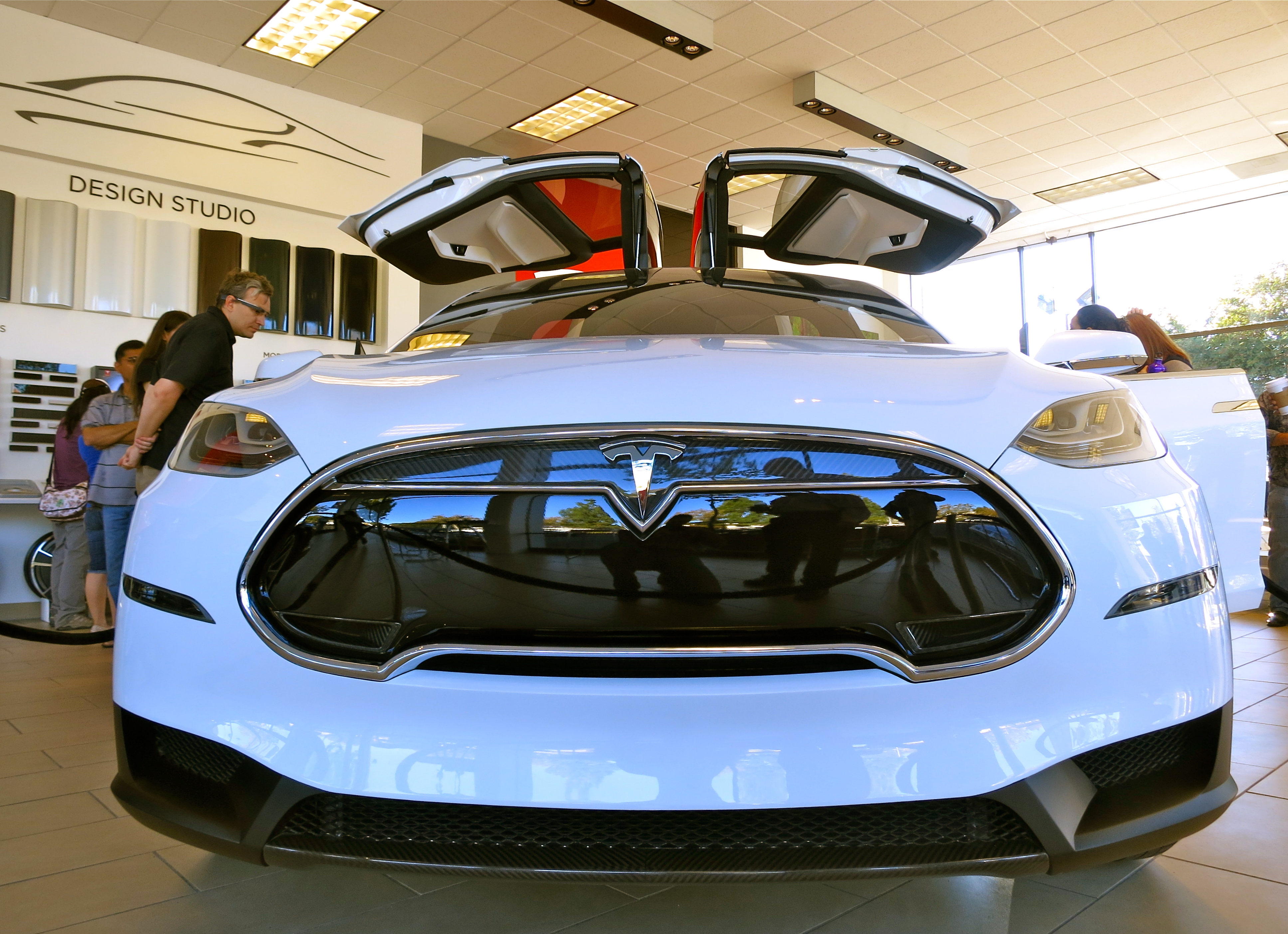
Tesla Model X Design la dealerul Tesla Motors din Palo Alto, California.
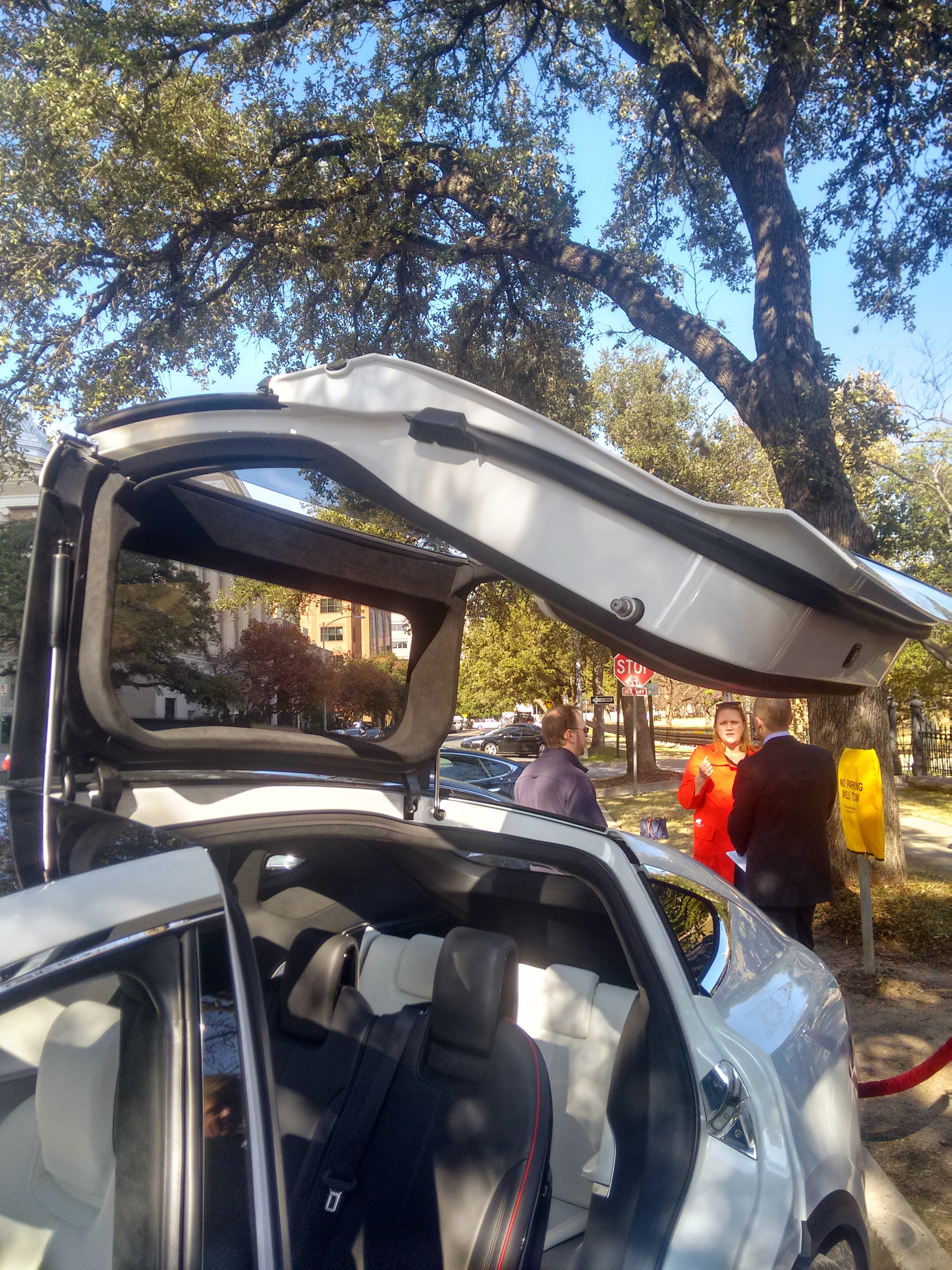
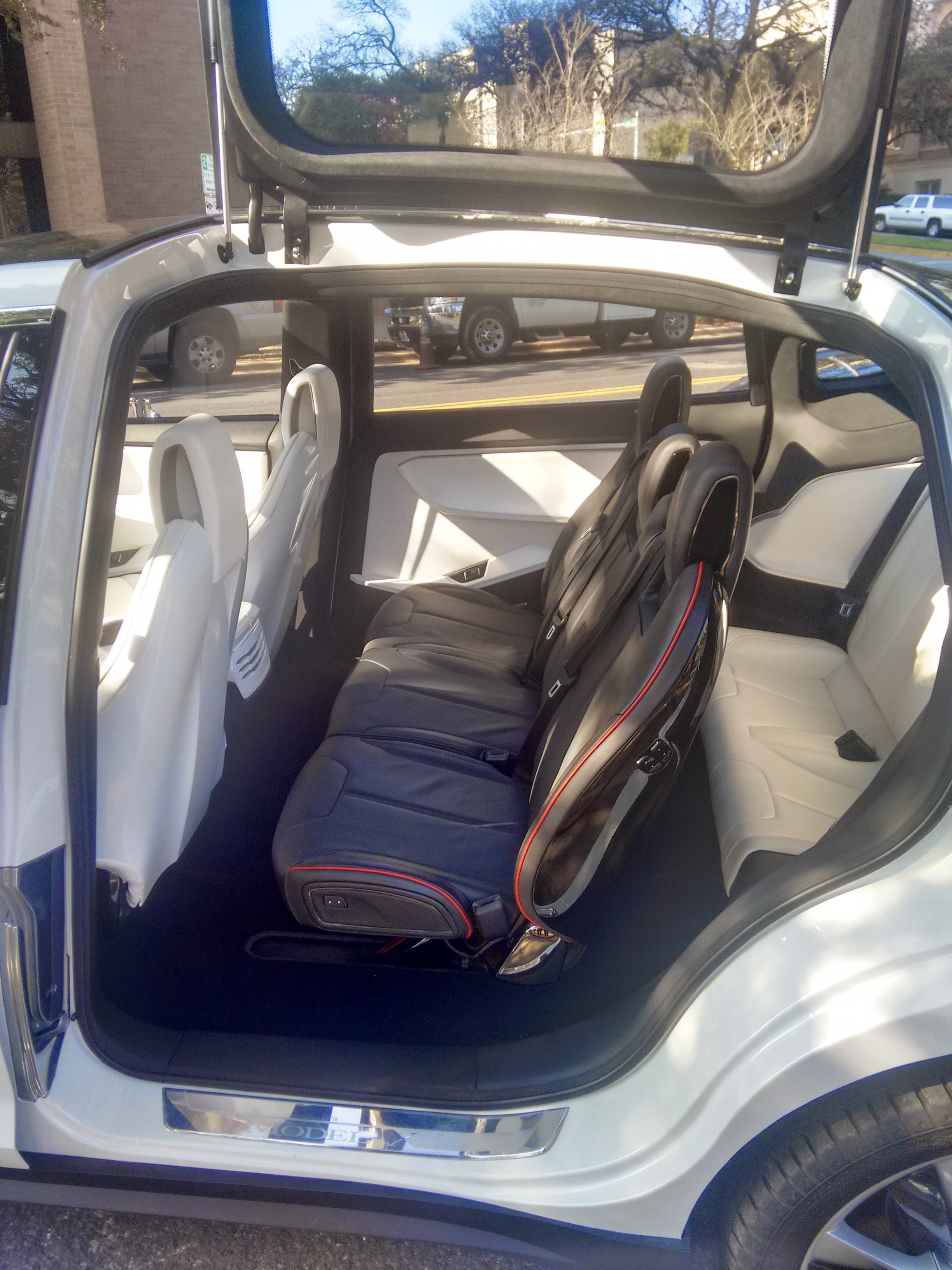
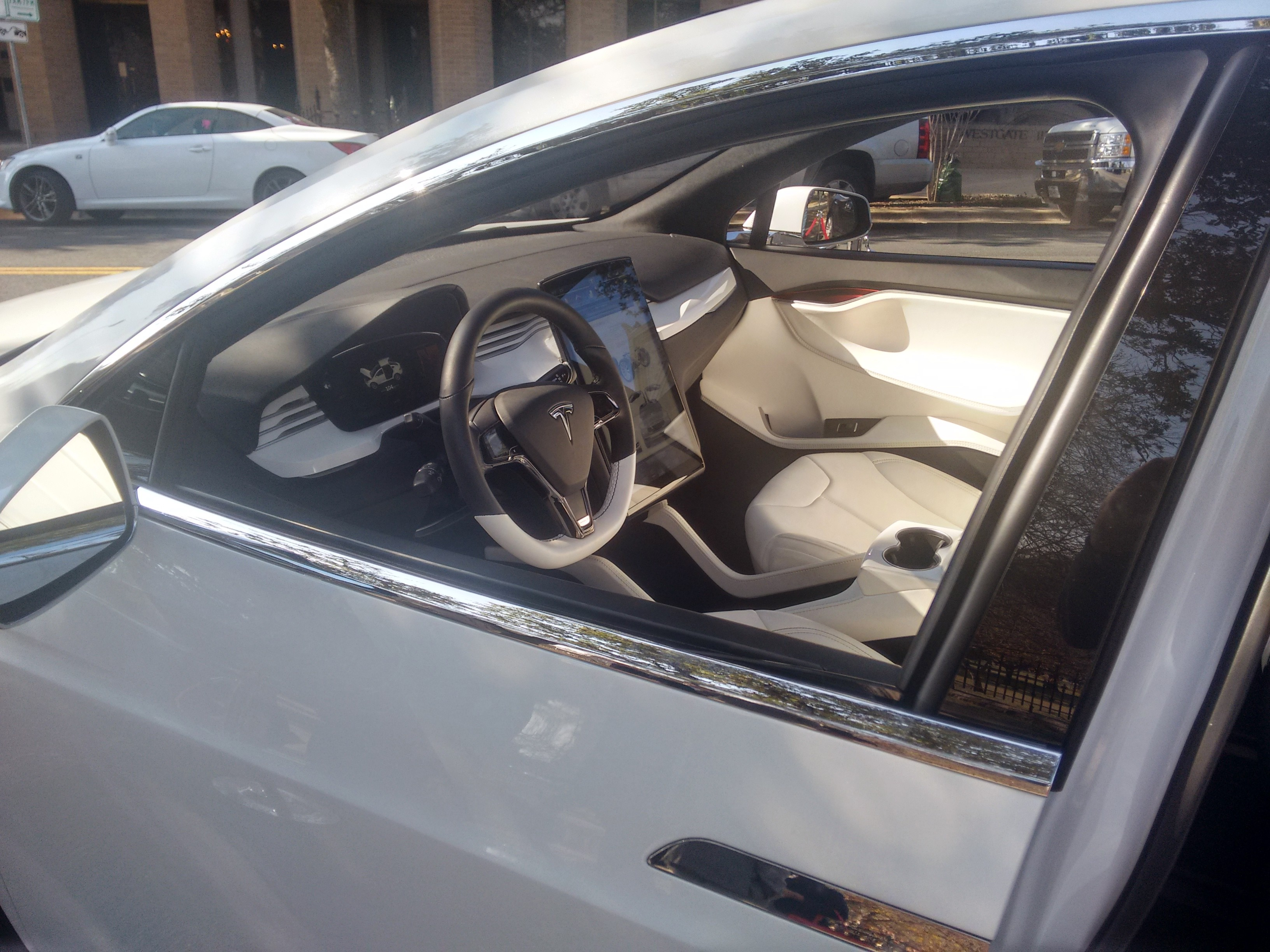
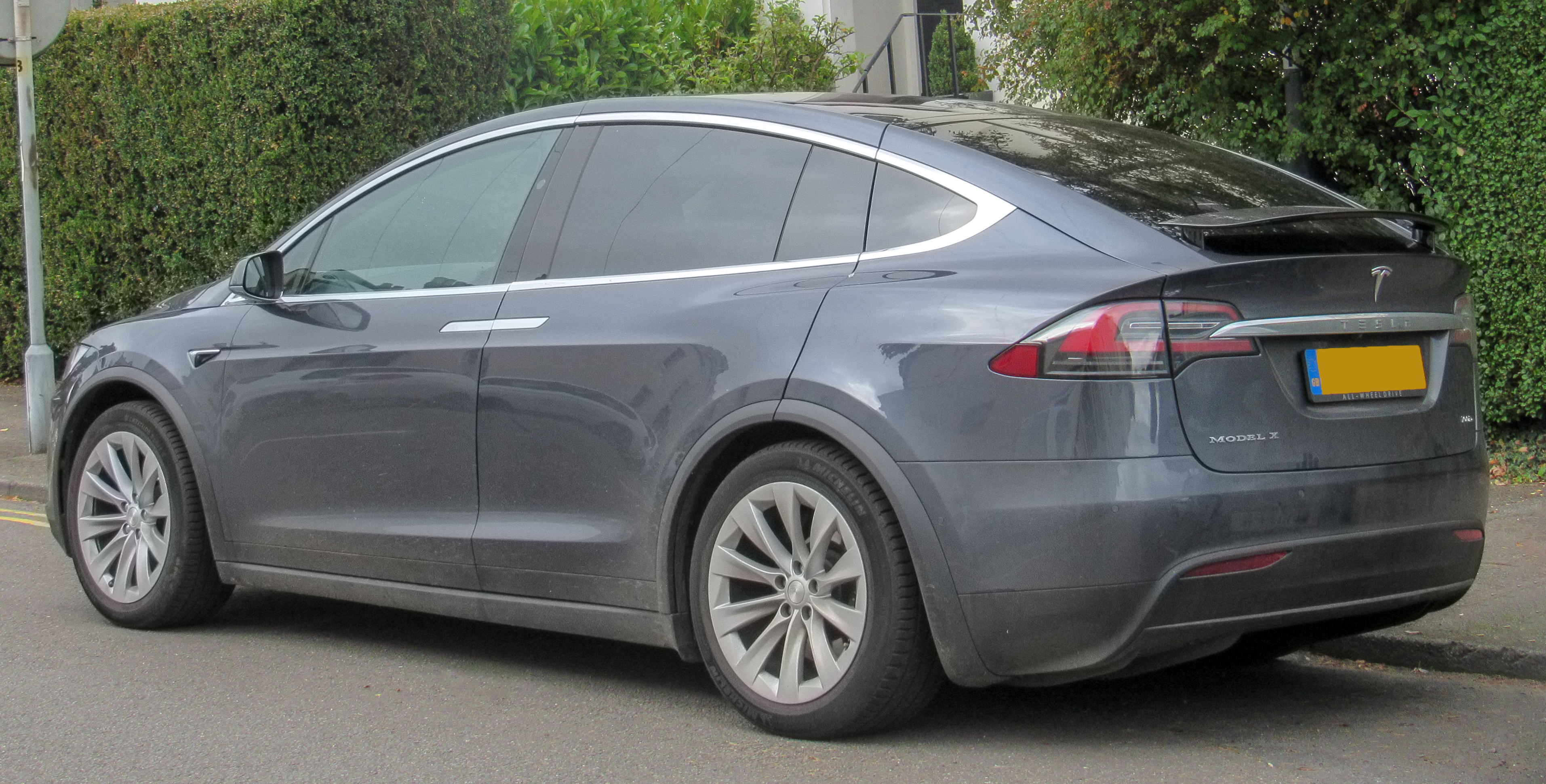